# Ушаков, Андрей Фёдорович
Андрей Фёдорович Ушаков (бел. Андрэй Фёдаравіч Ушакоў; 16 октября 1912 года, деревня Ребятки, Чаусский уезд, Могилёвская губерния — 1941) — белорусский советский поэт, драматург, критик, переводчик.

## Биография
Андрей Ушаков родился в деревне Ребятки Чаусского уезда Могилёвской губернии (в настоящее время — Чаусский район Могилёвской области) в бедной крестьянской семье. Окончил семилетку, после чего поступил в профтехучилище. 
Получив специальность слесаря, работал в Витебском депо, затем в авиационных мастерских и на фабрике «Знамя индустриализации». Одновременно учился на подготовительных курсах Минского педагогического института и в 1930 году поступил на литературный факультет. 
В 1932—1933 годах учился в кинематографическом техникуме Витебска на сценариста, продолжил образование в Москве, где в 1933 году поступил в Московский институт кинематографии. Средства на проживание зарабатывал на строительстве Московского метро. 
В 1934 году, в связи с ликвидацией отделения сценаристов, перешёл в Институт истории, философии и литературы имени Н. Г. Чернышевского, который окончил в 1939 году.
Получив высшее образование, в августе 1939 года вернулся в Белоруссию и занял должность в Управлении по делам искусств при Совете народных комиссаров БССР. В октябре того же года был призван в Красную Армию. На военной службе работал секретарём дивизионной газеты «За Советскую Родину». В Великую Отечественную войну участвовал в боях в Могилёвской и Гомельской областях, в июле 1941 года погиб при переправе через реку Сож.

### Литературная карьера
В 1928 году 16-летний Андрей Ушаков впервые публикует свои стихи в газете «Чырвоная змена» под псевдонимом А. Бязьмежны. Новые стихи появляются в газете «Віцебскі пралетарый» (1929), в периодических изданиях выходят поэмы «Говар машын» (1930), «Шуміць хвоя» (1930). Поэт вступает в Витебский филиал Белорусской ассоциации пролетарских писателей. Первый сборник стихов Ушакова «Рабочы пульс» появляется в 1932 году, за ним следуют сборники «Праца і маладосць» (1933), «Зарава вагранак» (1933), «Голас Радзімы» (1938). Совместно с Алесем Жавруком Ушаков пишет стихи для детей: «Пра майго таварыша» (1939) «Пра слаўных папанінцаў нашага дзетсада» (1939) «Пра майго катка» (1950).
Помимо поэзии Андрей Ушаков переводил на белорусский с украинского и русского языков, писал критические статьи, пробовал себя в драматургии, в том числе вместе с Алесем Жавруком написал либретто первой белорусской оперы «Зарэчны барок» с музыкой Николая Чуркина. Стихи Ушакова переведены на армянский, болгарский, польский, русский языки.

## Сочинения
- Рабочы пульс: Вершы. - Мн.: ДВБ, 1932. - 60 с.
- Праца і маладосць: Вершы. - Віцебск: Друк."Камінтэрн", 1933. - 48 с.
- Зарава вагранак: Вершы. - Мн.: ДВБ. ЛіМ, 1933. - 56 с.
- Голас Радзімы / Андрэй Ушакоў. - Мн.: ДВБ. Маст. літ., 1938. - 57 с.
- Пра майго таварыша: Паэма для дзяцей / Алесь Жаўрук, Андрэй Ушакоў. - Мн.: ДВБ. Дзіцячая літ., 1939. - 16 с.
- Пра слаўных папанінцаў нашага дзетсада: Паэма. - Мн.: Дзяржвыд Беларусі, 1939. - 24 с.
- Пра майго катка: Вершы для дзяцей / Мал. І.Давідовіча. - Мн.: Белдзяржвыд. Рэд.дзіцяч.літ., 1950. - 11 с.